# Narcissus pugsleyi
Narcissus pugsleyi är en amaryllisväxtart som beskrevs av Francisco Javier Fernández Casas. Narcissus pugsleyi ingår i släktet narcisser, och familjen amaryllisväxter. Inga underarter finns listade i Catalogue of Life.